# Xantholinus gallicus
Xantholinus gallicus – gatunek chrząszcza z rodziny kusakowatych i podrodziny kusaków. Zamieszkuje zachodnią i środkową część Europy oraz Afrykę Północną.

## Taksonomia
Gatunek ten opisany został po raz pierwszy w 1956 roku gatunek ten opisany został przez Henriego Coiffaita. Jako lokalizację typową wskazano Col du Somport w Pirenejach Atlantyckich.

## Morfologia
Chrząszcz o wąskim, silnie wydłużonym ciele długości od 6 do 7,5 mm. Głowa jest smolistobrunatna z żółtobrunatnymi głaszczkami. Powierzchnia głowy ma wyraźną mikrorzeźbę poprzeczną. Czułki są smuklejsze niż u wydłużaka pospolitego, u samców węższe niż u samic, o trzecim członie niemal dwukrotnie dłuższym niż szerokim, a członie przedostatnim niewiele szerszym niż dłuższym. Przedplecze jest ciemnoczerwone, w zarysie silnie zwężone ku tyłowi, o powierzchni z poprzeczną mikrorzeźbą i punktowaniem. Pokrywy są krótkie, ciemnoczerwone. Odnóża są krępe, barwy żółtobrunatnej, o kolczastych goleniach. Smolistobrunatny odwłok ma nierozjaśnione tylne krawędzie tergitów. Cztery pierwsze tergity nie mają poprzecznych wgnieceń u nasady. Genitalia samca mają gruszkowaty edeagus z szeroko-taśmowatym, niezwiniętym spiralnie endofallusem pokrytym kolcami, które w części szczytowej rozmieszczone są w czterech szeregach podłużnych. 

## Ekologia i występowanie
Owad ten zasiedla stanowiska suche, w tym wrzosowiska, nasłonecznione stoki, wydmy i świetliste bory sosnowe.
Gatunek zachodniopalearktyczny, w Europie znany z Wielkiej Brytanii, Hiszpanii, Francji, Belgii, Holandii, Niemiec, Szwajcarii, Austrii, Włoch, Danii, Polski, Czech i Węgier, a poza tym kontynentem podawany z Afryki Północnej.